# Inhärent mehrdeutige Sprache
Eine formale Sprache {\displaystyle L} heißt inhärent mehrdeutige Sprache, wenn jede formale Grammatik {\displaystyle G} mit {\displaystyle L\left(G\right)=L} mehrdeutig ist.
{\displaystyle L\left(G\right)} steht hierbei für die von der Grammatik {\displaystyle G} erzeugte Sprache.

## Beispiel
Die Sprache {\displaystyle L=\{a^{n}b^{n}c^{m}\;|\;n,m\in \mathbb {N} _{0}\}\cup \{a^{m}b^{n}c^{n}\;|\;m,n\in \mathbb {N} _{0}\}} ist inhärent mehrdeutig, da jeweils die {\displaystyle a^{i}b^{i}c^{i}} unterschiedliche Syntaxbäume haben. 